# NGC 6577
NGC 6577 este o galaxie situată în constelația Hercule. A fost descoperită în 7 august 1864 de către Albert Marth. Se află la o distanță de 76,33 de megaparseci de Pământ.